# Scandinavian Tower
Scandinavian Tower var en planerad skyskrapa i Malmö. Planerna presenterades 1997 och lades ner 2004. Den planerades att byggas i stadsdelen Hyllie, nära dagens Malmö Arena. Scandinavian Tower skulle ha blivit 274 meter hög (325 meter med mast) och cylindriskt formad. Då skyskrapan ser ut som ett ben med tillhörande sko hade skyskrapan internationellt smeknamnet the Bootleg.
Det var Arthur Buchardt som ville bygga Scandinavian Tower. Efter Öresundsbron, Turning Torso och Citytunneln skulle Scandinavian Tower bli den sista pusselbiten för Malmös "nya konturer". Om byggnaden hade byggts skulle den ha blivit Europas högsta och världens 49:e högsta byggnad. Scandinavian Tower skulle innehålla både hotell och kontorsytor och ligga i nära anslutning till Citytunneln (öppnad 2010) och dess tågförbindelser över Öresundsbron och vidare söderut. Motiven bakom nedläggningen av projektet var bl.a. terroristattackerna i USA 2001, men också en vikande hotellmarknad. 